# Ranganayaki Rajagopalan
 (mai 2016).
Si vous disposez d'ouvrages ou d'articles de référence ou si vous connaissez des sites web de qualité traitant du thème abordé ici, merci de compléter l'article en donnant les références utiles à sa vérifiabilité et en les liant à la section « Notes et références ».
Ranganayaki Rajagopalan (3 mai 1932 – 20 septembre 2018) est une musicienne indienne, joueuse de vînâ saraswati, l'instrument roi de la musique carnatique, du sud de l’Inde.
Le style de Ranganayaki Rajagopalan est caractérisé par une « guirlande de râgas » (râgamâla) en guise d'introduction à son interprétation d'un râga. Par ailleurs, elle est connue pour ses tanams, consistant en un développement rythmique mais solitaire du râga.

## Biographie

### Enfance et apprentissage
Née dans le Tamil Nadu, elle rencontra très tôt son guru Karaikudi Sambasiva Iyer (en) (1888-1954) qui était en son temps le plus grand virtuose de l'instrument, issu d'une succession de 7 générations de musiciens de cour. Dès l'âge de quatre ans, elle est adoptée par son voisin qui lui enseigne son art à force de discipline.

### Carrière
La première représentation de Rajagopalan a été au profit du bâtiment du Congrès à Madras et s'est tenue à Karaikudi sous la présidence du membre du Congrès vétéran Subramaniam, qui appartenait à Karaikudi.
En 1952, elle accompagna son gourou Sambasiva Iyer aux 26e célébrations du jubilé d'argent de l'Académie de musique de Madras (en) et reçut un coffret d'argent des mains du Sri Prakasa (en), l'ancien gouverneur de Madras.
En 1970, elle est sélectionnée comme la meilleure joueuse de Vînâ par l'Académie de musique et a reçu une Vînâ par le gouverneur de Mysore de l'époque, Dharma Veera.
En 1979, elle a reçu le titre de "Kalaimamani (en)" (la plus haute distinction civile de l'État du Tamil Nadu) par le ministre en chef du Tamil Nadu, M. G. Ramachandran.
Le 26 janvier 1984, elle a reçu le titre de "Veena Visaradha" lors d'une cérémonie de félicitation menée sous les auspices de Balasubramania Sabha. Sa collection fait partie de la Collection de musique traditionnelle de l'UNESCO. 

### Vie privée
Tout en préservant le style et l'école de Tanjore en les présentant sur toutes les scènes du monde, elle a su élever ses huit enfants, dont trois filles musiciennes.